# Gardynki
Gardynki (deutsch Klein Gardienen) ist ein nicht mehr offiziell genannter Ort in der polnischen Woiwodschaft Ermland-Masuren und liegt im Gebiet der Gmina Dąbrówno (Landgemeinde Gilgenburg) im Powiat Ostródzki (Kreis Osterode in Ostpreußen).

## Geographische Lage
Die Ortsstelle von Gardynki liegt im Südwesten der Woiwodschaft Ermland-Masuren, 17 Kilometer nordwestlich der einstigen Kreisstadt Neidenburg (polnisch Nidzica) bzw. 34 Kilometer südöstlich der jetzigen Kreismetropole Ostróda (deutsch Osterode in Ostpreußen). Der Nachbarort Gardyny ((Groß) Gardienen) liegt nicht einmal tausend Meter weiter nördlich.

## Geschichte
Der Gutsort Klein Gardienen bestand ursprünglich lediglich aus einem sehr großen Hof und war bis 1928 ein Wohnplatz innerhalb der Landgemeinde Groß Gardienen (polnisch Gardyny) im ostpreußischen Kreis Neidenburg. Im Jahre 1910 waren in Klein Gardienen 53 Einwohner registriert. Am 30. September 1928 wurden Groß~ und Klein Gardienen zur neuen Landgemeinde Gardienen vereinigt.
Nachdem 1945 in Kriegsfolge das gesamte südliche Ostpreußen an Polen überstellt worden war, wurde Gardienen als Gardynki der Gmina Dąbrówno (Landgemeinde Gilgenburg) zugeordnet und aus dem Kreis Neidenburg in den Powiat Ostródzki (Kreis Osterode in Ostpreußen) umgegliedert. Klein Gardienen erhielt die polnische Namensform „Gardynki“, wird aber bereits in den 1950er Jahren nicht mehr genannt und scheint unbewohnt geblieben bzw. in Gardyny (ehem. Groß Gardienen) aufgegangen zu sein.

## Kirche
Bis 1945 war Klein Gardienen in die evangelische Kirche Groß Gardienen in der Kirchenprovinz Ostpreußen der Kirche der Altpreußischen Union eingepfarrt. Seitens der römisch-katholischen Kirche gehörte Klein Gardienen zur Kirche in Thurau (polnisch Turowo) im Bistum Ermland.

## Verkehr
Die Ortsstelle von Gardynki liegt an einer Nebenstraße, die von Gardyny ((Groß) Gardienen) über Gąsiorowo (Ganshorn bei Gilgenburg) nach Lipówka (Lindenau) führt.